# Dragoș-Fănică Ciobotaru
Dragoș-Fănică Ciobotaru (n. 5 iulie 1985) este un deputat român, ales în 2024 din partea PNL. 